# Hypostomus rondoni
Hypostomus rondoni é uma espécie de peixe da família dos cascudos e da ordem dos siluriformes. Foi descrita por Miranda-Ribeiro, em 1912. Os machos podem alcançar 8 cm de comprimento. São encontrados na América do Sul, na bacia do rio Tapajós, no Brasil.